# Treinvervoer in Marokko
Het treinvervoer in Marokko vindt plaats op een aantal hoofdlijnen die samen het treinnet vormen van Marokko. Eén lijn loopt min of meer noord-zuid langs de Atlantische kust vanaf Kenitra  tot aan Casablanca en vanaf daar meer landinwaarts naar eindpunt Marrakesh. Bij Kenitra splitst  de lijn zich, één tak gaat noordwaarts naar Tanger en de andere tak is de oost-westlink tot aan Oujda.
Het net wordt geëxploiteerd door de nationale spoorwegmaatschappij van Marokko, het Office National des Chemins de Fer (ONCF).

## Belangrijkste verbindingen, reistijden en frequenties
De belangrijkste verbindingen op het hoofdnet zijn:
| Startpunt  | Eindpunt | via                                                                                                   | gem. reistijd                     | aantal dagelijkse verbindingen                                                                    |
| ---------- | -------- | --- | --------------------------------- | ------------------------------------------------------------------------------------------------- |
| Casablanca | Fez      | - | 3:20 uur                          | 18 x daags                                                                                        |
| Casablanca | Tanger   | - | 4:45 uur                          | 8 x daags                                                                                         |
| Casablanca | Oujda    | direct of via Fez                                                                                     | 10:00 uur                         | 3 x daags waarvan 1 nachtelijke hotel-trein                                                       |
| Fez        | Oujda    | 3x vanuit Casablanca en 1x vanuit Tanger                                                              | 10:00 uur                         | 4 x daags waarvan 1 nachtelijke hotel-trein                                                       |
| Casablanca | Nador    | 1x direct, 3x overstap in Fez waarvan 2 met overstap in Taourirt en 1 met alleen overstap in Taoritit | 8:30 tot 10:00 uur                | 5 x daags >waarvan 2 's nachts                                                                    |
| Fez        | Nador    | 2 rechtstreeks, 3 met overstap Taorirt                                                                | 6:00 uur                          | 5 x daags waarvan 3 's nachts 1x direct, 1x via Taorirt en 1x via Taorirt met hoteltrein tot daar |
| Marrakesh  | Fez      | - | 7:10 uur                          | 8 x daags                                                                                         |
| Marrakesh  | Tanger   | Casablanca Voyageurs                                                                                  | 9:30 uur                          | 6 x daags waarvan 1 directe nachttrein                                                            |
| Tanger     | Oujda    | overdag direct 's nachts via kenitra                                                                  | 10:20 uur (dag) 10:35 uur (nacht) | 2 x daags waarvan 1 's nachts                                                                     |
| Nador      | Taourirt | 3 x door naar Fez, 1 x tot Taorirt                                                                    | 1:42 uur                          | 4 x daags                                                                                         |
| Casablanca | Oued Zem | - | 3:00 uur                          | 1 x daags                                                                                         |

## Treinen
Er zijn verschillende soorten treinen: getrokken rijtuigen met als tractie een elektrische of diesellocomotief en treinstellen met eigen aandrijving.
De getrokken treinen die op de lange trajecten op het hoofdnet rijden (vanaf Marrakesh via Casablanca naar Nador en Oujda bijvoorbeeld) bestaan voor een groot deel uit rijtuigen met kleine afgescheiden compartimenten. In de tweede klas is elk compartiment voorzien van 2 tegenover elkaar geplaatste banken welke ontworpen zijn voor 4 reizigers per bank. In elk compartiment kunnen dus 8 personen zitten. Elk compartiment is afgesloten van de verbindingsgang met een schuifdeur en ramen. De compartimenten zelf zijn voorzien van airconditioning, een eigen centrale lamp, een regelaar voor de airco en volume van de intercom. Met name in de nachttreinen zullen reizigers in een bepaald compartiment op tussenliggende stations de gordijnen naar de gang dichthouden, en het licht uitdoen in de hoop dat mensen het compartiment voorbijlopen zodat de reeds aanwezige reizigers meer zitruimte hebben of zelfs kunnen liggen.
De eerste klas compartimenten zijn exact even groot, maar hier is de bank bekleed met stof (in plaats van kunstleer) en met wegklapbare armsteunen verdeeld in 3 zitplaatsen. Elke zitplaats is voorzien van een eigen leeslampje. Alle 1e klas reizigers hebben een gereserveerde toegewezen zitplaats. Ook deze compartimenten hebben elk een uitschakelbare hoofdlamp, regelbare airconditioning en volumeknop voor de intercom. Zowel de gordijnen naar de verbindingsgang als voor de buitenramen zijn van zware stof zodat overdag het zonlicht buiten gehouden kan worden.

## Nachttreinen
Speciale nachttreinen rijden op drie routes: Marrakesh-Tanger en Casablanca-Oujda/Nador vv. Daarnaast zijn er van/naar Nador twee nachttreinen: een vanuit Casablanca en een vanuit Tanger (met overstap in Fez).

Onafhankelijk van de route en je vertrek- dan wel aankomststation betaal je een vaste prijs voor een ligplaats.
| Prijzen van slaapplaatsen in Marokkaanse treinen | Prijzen van slaapplaatsen in Marokkaanse treinen | Prijzen van slaapplaatsen in Marokkaanse treinen | Prijzen van slaapplaatsen in Marokkaanse treinen |
| Type                                             | plaatsen per compartiment                        | Prijs per volwassene                             | Prijs per meereizend kind tot 12 jaar            |
| ------------------------------------------------ | ------------------------------------------------ | ------------------------------------------------ | ------------------------------------------------ |
| Bed                                              | 1                                                | Dh. 600                                          | Dh. 490                                          |
| Bed                                              | 2                                                | Dh. 460                                          | Dh. 340                                          |
| Couchette                                        | 4                                                | Dh. 350                                          | Dh. 280                                          |

Op het traject Marrakesh-Tanger zijn alleen couchettes beschikbaar. Op de hoteltrein naar Oujda zijn zowel de couchettes (4 persoons) als de slaaprijtuigen (1 en 2 persoons) beschikbaar. Op het traject van/naar Nador zijn over het algemeen alleen de 2 persoons slaaprijtuigen beschikbaar maar dit kan naar aanleiding van vraag en beschikbaarheid wijzigen.

### Nachttrein Marrakesh-Tanger
Dagelijks is er één nachttrein Marrakesh-Tanger en één in de andere richting die naast de normale 1e en 2e klas zit-rijtuigen ook speciale slaaprijtuigen beschikbaar zijn met 4-persoons couchette-compartimenten. Hierbij zijn per (airconditioned) compartiment 4 bedden: binnenkomend in het compartiment zijn er dwars op de rijrichting aan beide zijden van het middenstuk 2 × 2 bedden boven elkaar.
De nachttrein vanuit Marrakesh vertrekt om 21:00 uur met o.a. de volgende tussenstations: Casablanca Voyageurs (0:45), Rabat-Ville (1:57), Kentira (2:37) en Sidi-Kacem (3:33) met aankomst te Tanger om 7:25 uur.

Vertrek Tanger 21:05, Sidi-Kacem (1:30), Kentira (2:35), Rabat (3:15), Casablanca (4:30) en aankomst Marrakesh om 08:05 uur.
Kaartjes voor deze ligplaatsen zijn, zoals hierboven genoemd, 350 Dh voor volwassenen en 280 Dh voor meereizende kinderen tot 12 jaar enkele reis

### Nachttrein Casablanca-Oujda vv
De nachttrein Oujda-Casablanca heeft de volgende tijden:

vertrek Oujda: 21:00, Taorirt (22:43), Fez (3:00), Kentira (4:30), Rabat (6:15) en aankomst Casablanca-Voyageurs: 07:15 uur

vertrek Casablanca-Voyageurs: 21:15, Rabat (22:23), Kentira (22:51), Fez (1:30), Taorirt (5:03) en aankomst in Oujda: 07:00 uur.

### Nachttrein Casablanca-Nador vv
vertrek Nador: 19:43 uur, Fez (1:00) met aankomst in Casablanca om 06:15 uur.

vertrek Casablanca: 19:45, Fez (0:15) met aankomst in Nador om 06:00 uur.
De treinen van/naar Nador beginnen/eindigen NIET in Nador Ville maar bij het station van de Haven van Nador in Beni Ansar

### Nachttrein Tanger-Nador vv
vertrek Nador: 17:43 uur, Fez (23:00) met aankomst in Tanger om 07:00

vertrek: Tanger 21:35, Fez (2:30) met aankomst in Nador om 09:32
De treinen van/naar Nador beginnen/eindigen NIET in Nador Ville maar bij het station van de Haven van Nador in Beni Ansar

### Hoteltrein
Een keer per nacht rijdt er op het traject Casablanca naar Oujda een zogenaamde hoteltrein: in een hoteltrein hebben alle passagiers een gereserveerde ligplaats. In tegenstelling tot de normale nachttrein zijn er in de hoteltrein geen 1e klas zitplaatsen of 2e klas plaatsen verkrijgbaar

## Railinfrastructuur
Zoals gemeld bestaat er grofweg een noord-zuidlijn vanaf Tanger via Sidi-Kacen, Rabat, Casablanca naar Marrakesh. En oost-west vanaf Casablanca via Rabat, Meknes, Fez, Taourirt naar Oujda. Vanaf Oujda loopt nog een lijn evenwijdig aan de Algerijnse grens naar Bouaria.
Een lokale lijn takt af van de hoofdlijn in Casablanca naar de internationale luchthaven van Casablanca. Vanaf Taourirt is een spoorlijn aangelegd naar Nador en het deel door Nador is ondergronds aangelegd. De opening werd in juli 2009 verricht door de koning
Het hoofdnet is geëlektrificeerd behalve de trajecten ten oosten van Fez. (Fez-Taorirt en daarna door naar Oujda of Nador)
Op het traject Tanger-Rabat-Casablanca wordt een hogesnelheidslijn gebouwd.

## Hogesnelheidslijn
De ONCF is bezig om een deel van het netwerk voor hoge snelheden geschikt te maken, vergelijkbaar met het TGV-netwerk in Frankrijk. Het traject Tanger-Casablanca zal als eerste een hogesnelheidslijn worden. Voor dit project werkt de ONCF samen met haar Franse evenknie het SNCF.. Deze hogesnelheidslijn zou dan in Tanger aansluiten op de spoortunnel die onder de Straat van Gibraltar moet worden aangelegd zodat het Marokkaanse spoornet verbonden wordt met het Europese net via Spanje
Langetermijnplannen voor de verbetering en uitbreiding van het gehele netwerk lopen tot 2030. De geplande hogesnelheidslijnen moeten de eerste in Afrika worden en uiteindelijk zouden de treinen met ruim 300 km/u over het gehele netwerk rijden. en via de link met Spanje het Europese en Afrikaanse spoorwegnet met elkaar verbinden.
Ten zuiden van Marrakesh is uitbreiding in studie via Guelmim naar al-Ajoen en dan eventueel aansluiten op het netwerk van buurlanden.

## Rollend materieel

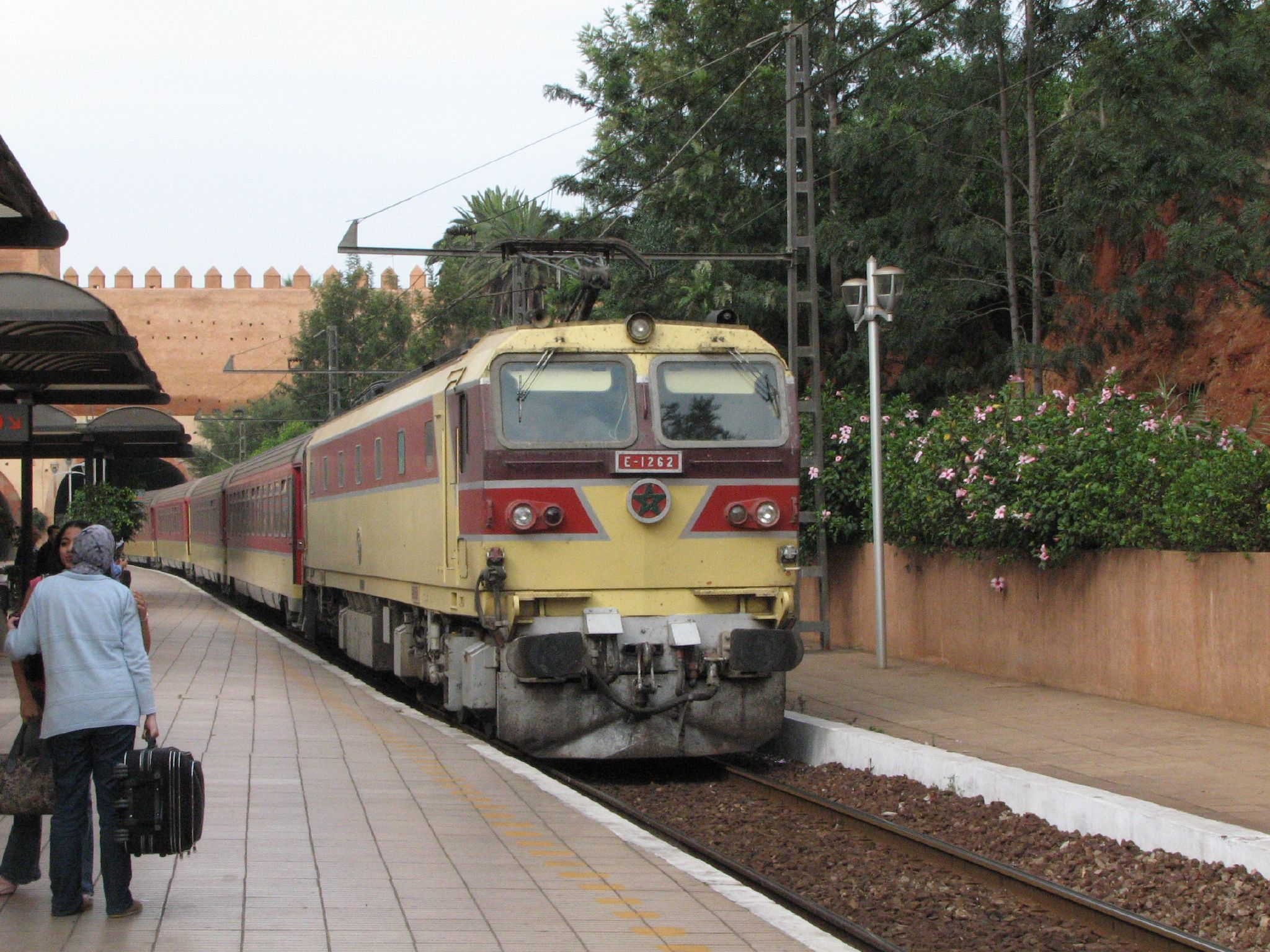
Trein richting Fez op station Rabat

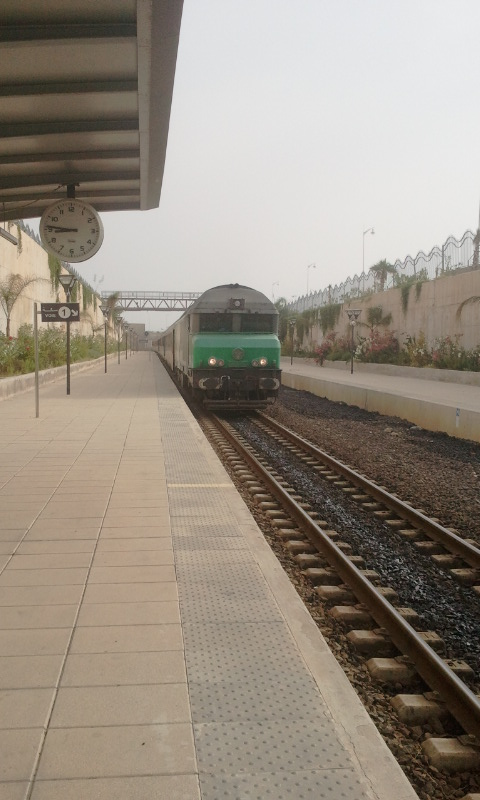
Trein naar Fez op station Nador Ville

Omdat het Noord-Zuid hoofdnet is geëlektrificeerd zijn de locomotieven betrekkelijk modern. De Oost-Westlijn Fez-Oujda en -Nador is (nog) niet geëlektrificeerd en daar rijden door diesellocomotieven getrokken treinen.
De rijtuigen zijn voornamelijk oudere Franse rijtuigen. Daarnaast rijden op de drukste trajecten ook Italiaanse dubbeldekkers.
Voor de nachtelijke ritten op lange trajecten zijn naast de gewone eerste- en tweedeklaszitrijtuigen ook slaaprijtuigen beschikbaar. Naast passagiersvervoer wordt het spoornet gebruikt voor goederenvervoer, met name van fosfaat.

## Aansluitende busdienst
Naar een aantal plaatsen is spoor in aanleg of gepland. Nu worden op die trajecten aansluitende busdiensten aangeboden door de spoorwegmaatschappij ONCF, zoals:
Tanger - Tétouan (spoorlijn in aanleg)
Marrakesh - Dakhla via al-Ajoen (spoorlijn tot al-Ajoen in planning)
Marrakesh - Essaouira
Behalve deze busdiensten die geëxploiteerd worden door de ONCF kent Marokko een heel uitgebreid netwerk van lange-afstandsbussen.

## Links en bronnen
1. 1 2  Dienstregeling ONCF op basis van reizen op 2-5-2011, (Franstalig) bezocht 19 juli 2011
2. 1 2 3 4 5  ONCF website informatie over Trains du Nuit (Franstalig), bezocht 19 juli 2011
3. 1 2  ONCF Website Grand Lignes Nador-Casablanca, bezocht 19 juli 2011
4. ↑  Koning Mohammed VI opent stations Nador, bezocht 4 augustus 2009
5. ↑  Persbericht van de ONCF Latest news High Speed Link, bezocht op 9 juli 2008
6. ↑  Gazet van Antwerpen over Spoortunnel Gibraltar, 14-12-2003, bezocht 2 mei 2011
7. ↑  BBC News: Africa and Europe set for tunnel-link van 13-3-2007, bezocht 2 mei 2011
8. ↑  Artikel op site van , bezocht 3 februari 2019